# Moussy-le-Neuf
Moussy-le-Neuf település Franciaországban, Seine-et-Marne megyében. Lakosainak száma 3255 fő (2022. január 1.). Moussy-le-Neuf Othis, Vémars, Mortefontaine, Plailly, Mauregard és Moussy-le-Vieux községekkel határos.

## Népesség
A település népességének változása:
| Lakosok száma | 2958 | 3021 | 3072 | 3054 | 3108 | 3160 | 3212 | 3270 | 3255 |
|               | 2013 | 2015 | 2016 | 2017 | 2018 | 2019 | 2020 | 2021 | 2022 |